# Bùi Minh Thứ
Bùi Minh Thứ (sinh năm 1947 - mất năm 2022), người Mường, là một tướng lĩnh Quân đội nhân dân Việt Nam, hàm Thiếu tướng. Ông từng giữ chức vụ Phó Tư lệnh kiêm Tham mưu trưởng Quân khu Thủ đô, Đại biểu Quốc hội Việt Nam khóa X, thuộc đoàn đại biểu Hà Tây.

## Thân thế và sự nghiệp
Ông sinh ngày 21 tháng 1 năm 1947 tại Xã Cao Dương, huyện Kim Bôi, Hòa Bình
Năm 1965, ông Thứ tình nguyện nhập ngũ, được biên chế về Sư đoàn 316, Quân khu 2, tham gia chiến đấu trên các chiến trường Lào, biên giới phía Bắc
Trải qua nhiều trận chiến đấu xuất sắc, ông được làm Đại đội trưởng, rồi Trung đoàn trưởng, được đi đào tạo tại Học viện Đà Lạt, Học viện Quốc phòng, sau đó lần lượt giữ các chức vụ: Phó chỉ huy Trưởng Bộ Chỉ huy Quân sự tỉnh Hà Sơn Bình; Chỉ huy trưởng Bộ Chỉ huy quân sự tỉnh Hà Tây
Năm 2008, ông nghỉ hưu
Ông mất ngày 27 tháng 4 năm 2022 tại Bệnh viện Trung ương Quân đội 108, Hà Nội hưởng thọ 75 tuổi, sau một cuộc chiến với đột quỵ, không lâu sâu Lễ mừng thọ thứ 75 và 76 của ông.